# Moritz Stern
Moritz (também Moriz) Abraham Stern (Frankfurt am Main, 29 de junho de 1807 — Zurique, 30 de janeiro de 1894) foi um matemático alemão. Foi o primeiro professor ordinário judeu em uma universidade da Alemanha.

## Infância e juventude
Filho de um comerciante de vinhos Abraham Süskind Stern (1764–1838) e Vogel Eva Reiß (1775–1859). Tanto a família de seu pai bem como de sua mãe pertenceram à antigos ramos judaicos de Frankfurt. Stern foi educado em sua casa por professores particulares. Seu pai lhe ensinou hebreu, Wolf Heidenheim (1757–1832) línguas orientais e em talmude e Torá.
Também a cultura secular de sua época foi cultuada: Salomon Feibel (que depois foi mestre de Abraham Geiger) lhe ensinou latim e grego, um senhor Crailsheim e principalmente Michael Creizenach (1789–1842) lhe ensinaram matemática. Diferentemente de muitas outras famílias judaicas da época, na família Stern a leitura de textos não religiosos era permitida. Stern leu romances e empolgou-se principalmente pelos romances de Caroline e Friedrich de la Motte Fouqué.